# 南清艦隊
南清艦隊（なんしんかんたい）とは、日露戦争後の1905年（明治38年）12月に編成された、日本海軍の艦隊の一つである。

## 沿革
日露戦争の講和が成立し、中国大陸、特に長江沿岸に日本人が進出するようになり、邦人の生命と権益を守るため防護巡洋艦・砲艦により編成された。南清艦隊は、辛亥革命勃発にあわせて戦力を強化し、1908年（明治41年）12月24日、第三艦隊に改名した。

## 艦隊概要

### 歴代司令官
- 武富邦鼎少将：1905年12月20日 -
- 玉利親賢少将：1906年11月22日 - 1908年8月28日
- 寺垣猪三少将：1908年8月28日 - 12月24日

### 参謀
- 野崎小十郎少佐：1905年12月20日 - 1906年1月25日
- 小林躋造大尉：1905年12月20日 - 1906年1月25日
- 鳥巣玉樹大尉：1906年8月3日 - 1907年4月5日
- 四竈孝輔大尉：1907年8月5日 - 1908年4月20日
- 飯田延太郎少佐：1908年4月20日 - 7月22日
- 伊集院俊少佐：1908年11月20日 - 12月24日
- 加藤隆義大尉：1908年11月20日 - 12月24日

### 所属艦艇
- 高千穂→浪速（1908年1月1日より）→新高（1908年8月28日より）
- 対馬（1908年8月28日より）
- 千歳→秋津洲（1906年6月1日より）→和泉（1908年1月1日 - 10月6日）
- 宇治（1908年8月28日まで、1908年10月6日 -）
- 隅田
- 伏見（1906年11月22日より）